# Problème de Ruziewicz
En mathématiques, le problème de Ruziewicz (parfois appelé problème de Banach-Ruziewicz), qui concerne la théorie de la mesure, pose la question de savoir si la mesure de Lebesgue usuelle sur la n-sphère est caractérisée, à un coefficient multiplicatif près, par les propriétés d'être finiment additive, invariante par isométries, et définie sur tous les ensembles Lebesgue-mesurables. 
La réponse est affirmative et a été trouvée indépendamment pour n ≥ 4 par Grigory Margulis et Dennis Sullivan vers 1980 et pour n = 2 et 3, par Vladimir Drinfeld (publié en 1984). Elle est négative pour le cercle.
Ce problème porte le nom de Stanisław Ruziewicz.